# Sofia-Xuan Zhang
Sofia-Xuan Zhang (Cartagena, 14 september 1999) is een Spaans professioneel tafeltennisster. Zij speelt linkshandig met de shakehandgreep.